# Ray Smith (countryzanger)
Ray Smith (Glendale, 25 juni 1918 - 4 december 1979) was een Amerikaanse countryzanger en -musicus.

## Biografie
Ray Smith groeide op in Glendale. Op 8-jarige leeftijd begon hij gitaar te spelen. Hij interesseerde zich al vroeg voor muziek, vooral voor Hillbilly-muziek, die net aan een opmars bezig was. Echter zijn vader probeerde hem over te halen voor een rechtenstudie. Smith werd tegen de wil van zijn vader lid van een rodeoshow, die reisde door de Verenigde Staten. Spoedig kwam hij naar New York, waar hij een baan kreeg bij de radiozender WMCA.
Met twee vrienden trad hij s avonds op in bars en lokalen. Tijdens een van die optredens kreeg hij de mogelijkheid om voor te spelen bij een werknemer van Columbia Records. Al spoedig werd hij door het label gecontracteerd. Naast veel optredens in de staat New York bracht hij talrijke platen uit, waaronder zijn bekendste nummer Daddy's Little Girl. Begin jaren 1950 kreeg hij bij de radiozender WCOP in Boston een eigen radioprogramma. Bovendien betwistte hij regelmatig optredens in de WCOP Hayloft Jamboree, een countryshow, die live werd uitgezonden op de radio. Later bracht hij platen uit bij London Records en Coral Records en trad hij op bij het landelijk uitgezonden tv-zender Dumont Television. Maar toen de rockabilly en de rock-'n-roll hun intocht maakten op de muziekmarkt en de countrymuziek letterlijk aan populariteit verloor, begon ook Smith aan populariteit te verliezen. Hij trad nu en dan nog op in de Hayloft Jamboree, totdat ook dit programma werd beëindigd. Daarna trok hij zich terug uit de muziekbusiness.

## Overlijden
Ray Smith overleed in december 1979 op 61-jarige leeftijd.